# Quilla (náutica)

Principales partes de una embarcación de vela.
1 - vela mayor 2 - foque 3 - spinnaker 4 - casco 5 - quilla (en la imagen, una orza) 6 - timón 7 - skeg o alerón 8 - mástil 9 - cruceta 10 - obenque 11 - escota de mayor 12 - botavara 13 - mástil 14 - tangón 15 - backstay 16 - estay de proa 17 - contra

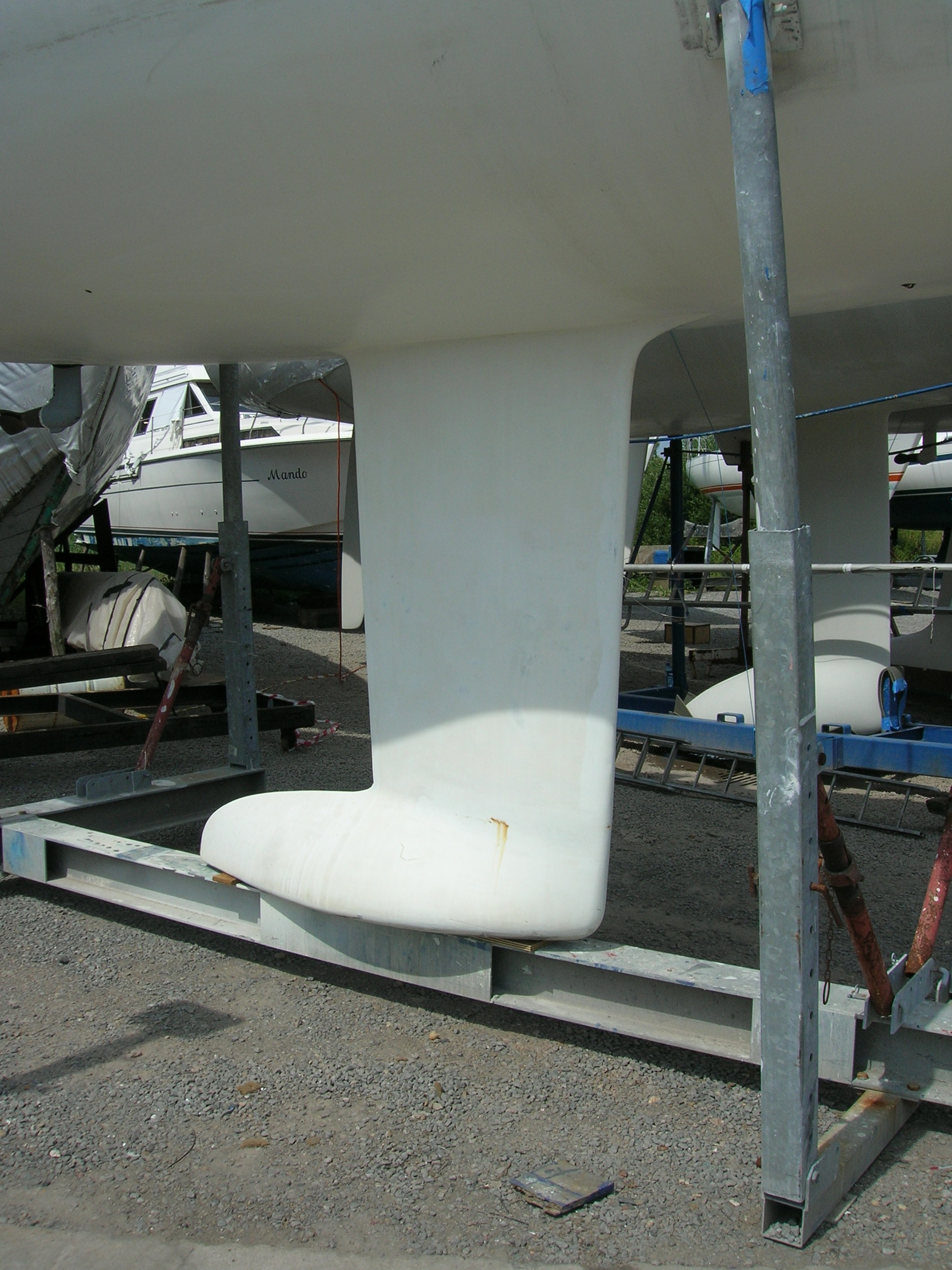
Quilla de un barco de vela, varado en seco.

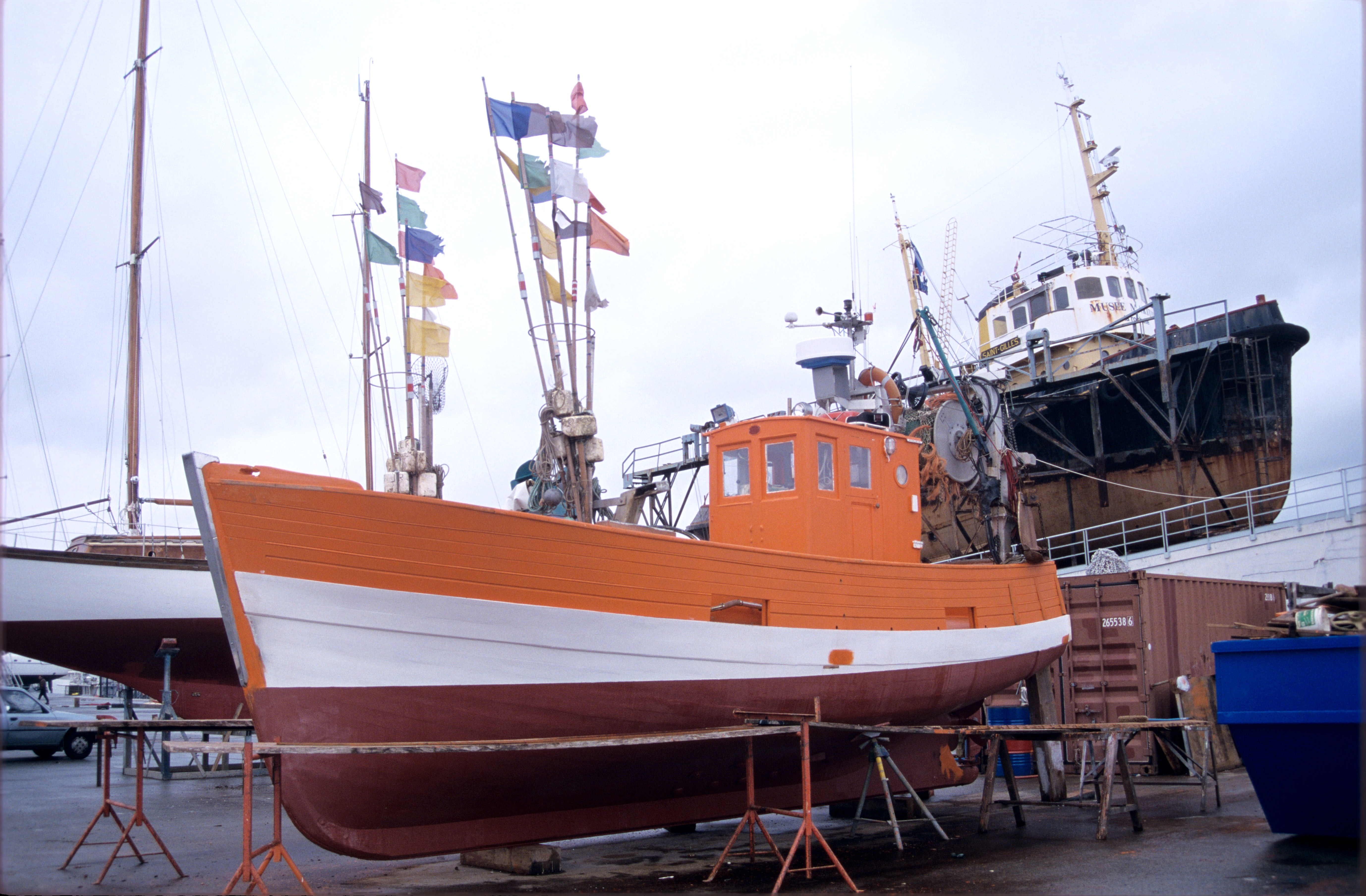
Barco de pesca en reparación. Se observa en la parte inferior, la quilla.

En náutica, la quilla es la pieza más importante de la estructura sobre la que se construye un barco.
Es una pieza longitudinal de madera (en embarcaciones antiguas) o acero (en embarcaciones modernas) desde donde nacen las cuadernas (costillas) o las varengas. En el extremo de proa se une a la roda, y en el de popa al codaste.
En embarcaciones antiguas podía llevar en la parte superior una sobrequilla (contraquilla superior) o un conjunto de sobrequillas. En la parte inferior podía llevar una zapata (contraquilla inferior, falsa quilla).
En embarcaciones de gran porte la quilla consiste en una pieza plana (quilla horizontal), cuyo canto superior es el plano de referencia o construcción, y otra pieza vertical (quilla vertical o quilla central).
En las embarcaciones a vela la quilla tiene además la finalidad de agregar peso bajo (lastre) a la embarcación para compensar la acción del viento sobre las velas.

## Expresiones relacionadas
- Poner o plantar la quilla de un buque o poner éste en quilla: sentar esta pieza sobre los picaderos y empezar a construir el buque.
- Estar en quilla: estar construyéndose y es lo mismo que estar en grada.
- Dar, tumbar, caer a taquilla o de quilla, ir a la quilla, discubrir, enseñar la quilla: hacer tumbar o inclinar un buque sobre uno de sus costados hasta que por el opuesto se descubra la quilla por encima de la superficie del agua, con el fin de carenarlo, recorrerlo, limpiar los fondos etc., maniobra que se ejecuta sobre una chata u otro barco semejante, dispuesto convenientemente y precediendo en el buque mismo las preparaciones necesarias para una operación de tanta importancia y consecuencia. (ing. Parliamentary heel).
- Descubrir ambas quillas: se dice en cualquiera de los casos expresados cuando hecha la operación en una banda se repite en la otra.
- Poner o enseñar la quilla al sol: se dice en el sentido recto por la maniobra explicada y en el figurado por zozobrar.
- Fondear o amarrarse con la quilla: varar. También hay parajes de fango suelto en que las embarcaciones quedan seguras, varando en él.
- Pasar por debajo de la quilla: hacer pasar a un hombre por debajo de la quilla del buque. Es castigo de muerte que estaba señalado por las leyes penales para ciertos delitos de la mayor gravedad.
- De quilla a perilla o de tope a quilla: modo adv. que significa en total, de arriba abajo y se dice de todo lo que comprende el buque en este sentido.

### Refranes
- La quilla es de quien la pisa: refrán con que en la marina mercante se significa que un capitán tiene siempre ocasión de adquirir alguna mayor utilidad en el mero hecho de disponer del buque o dirigir su estiba, colocación de carga, etc.
- Dame quilla y le daré millas: refrán con que se manifiesta que en igualdad de las demás circunstancias, la mayor longitud del buque proporciona a este mayor velocidad en su marcha. Esto tiene relación con la expresión de buque de estrepada o de más estrepada.[1]

## Galería

Fuerzas de la quilla y el viento
Esquema de quilla y estabilidad
Esquema de quilla y timón
Esquema de quilla plana abatible (orza)
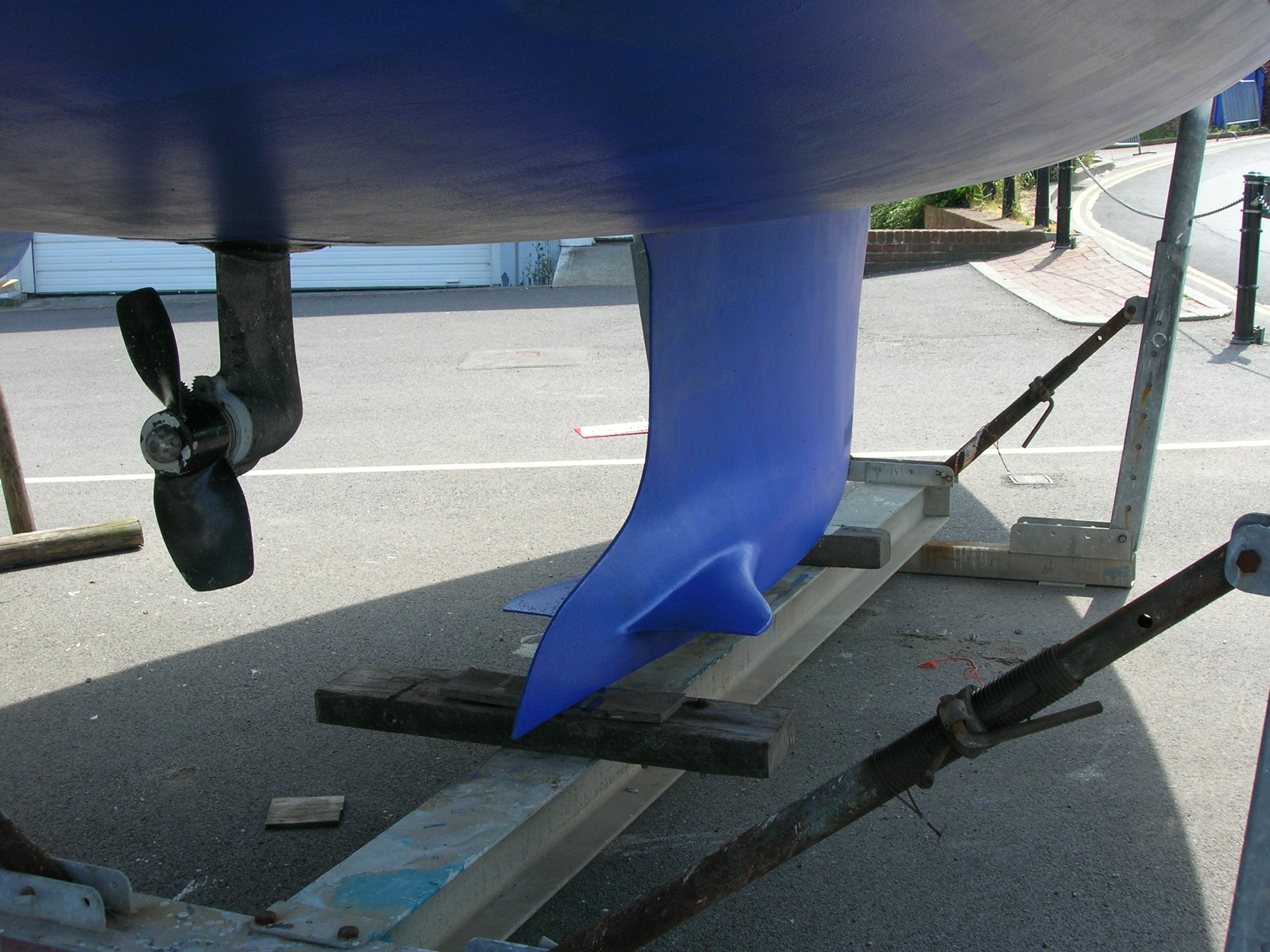
Detalle de quilla de aletas
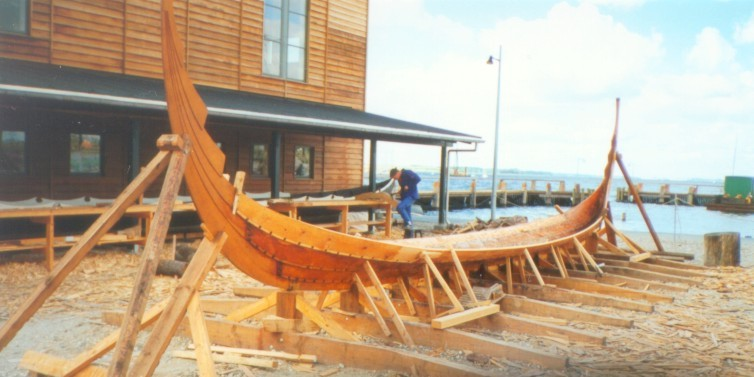
Quilla de drakkar vikingo
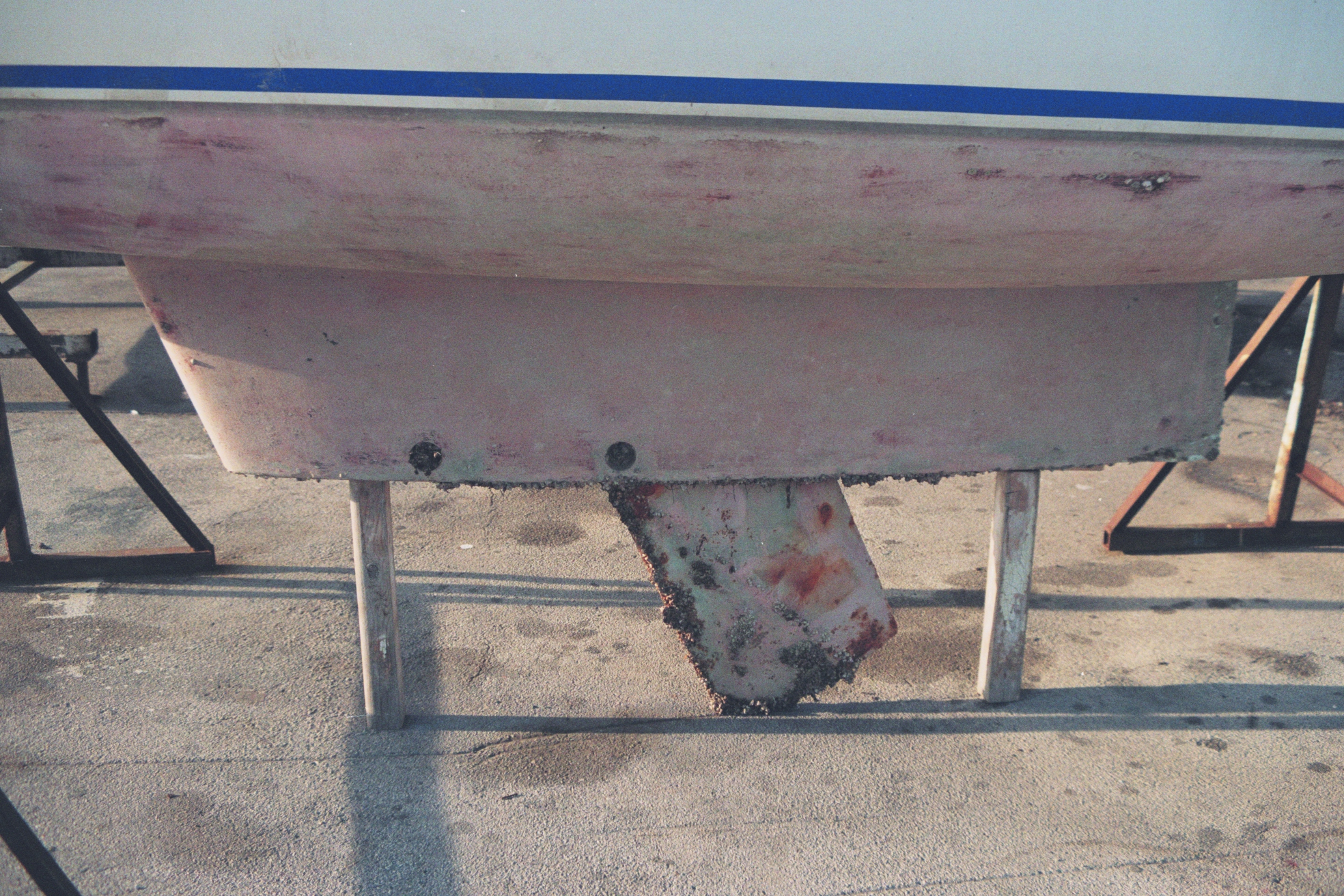
Quilla con orza abatible
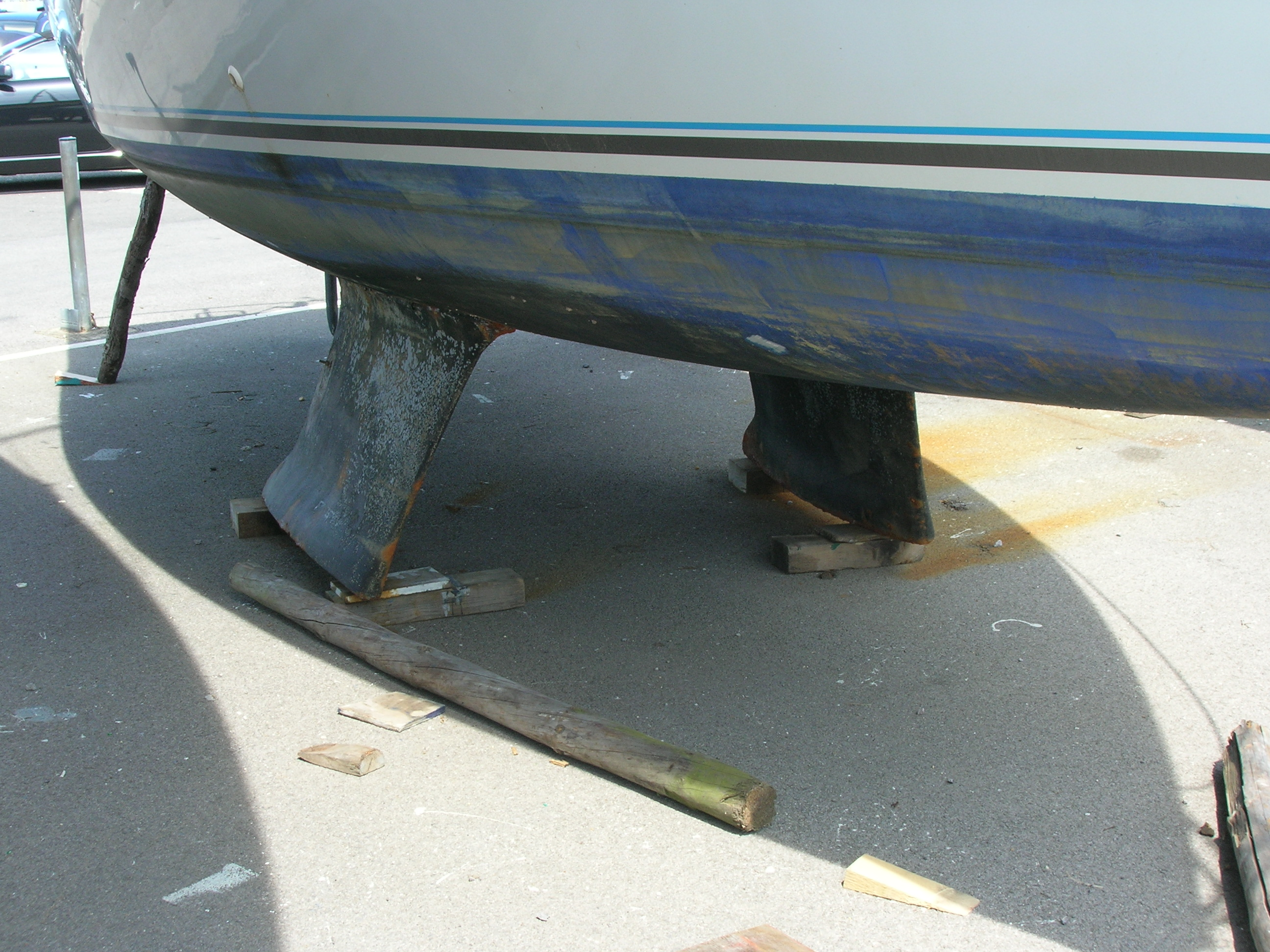
Quillas gemelas
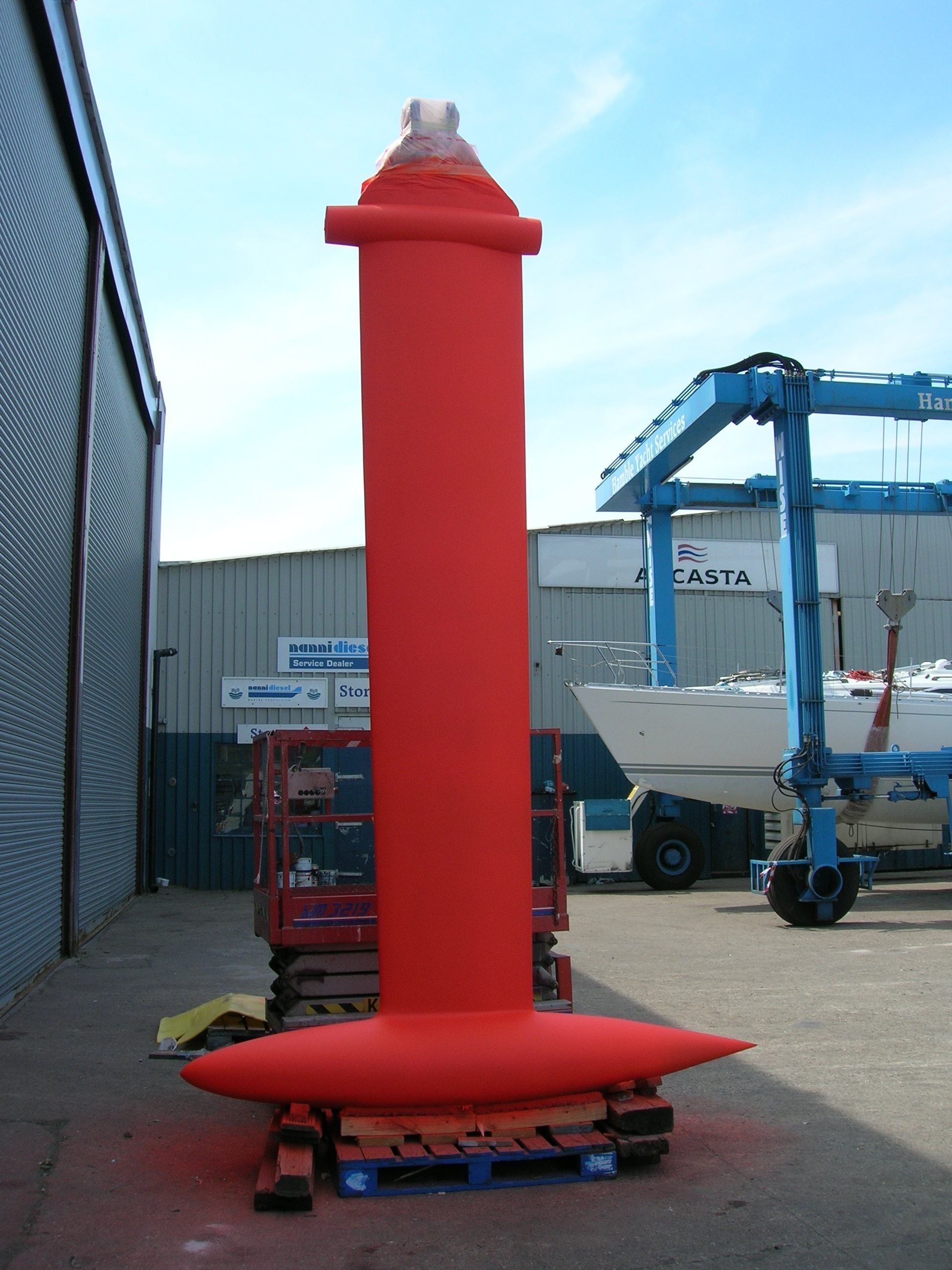
Quilla de bulbo desmontada
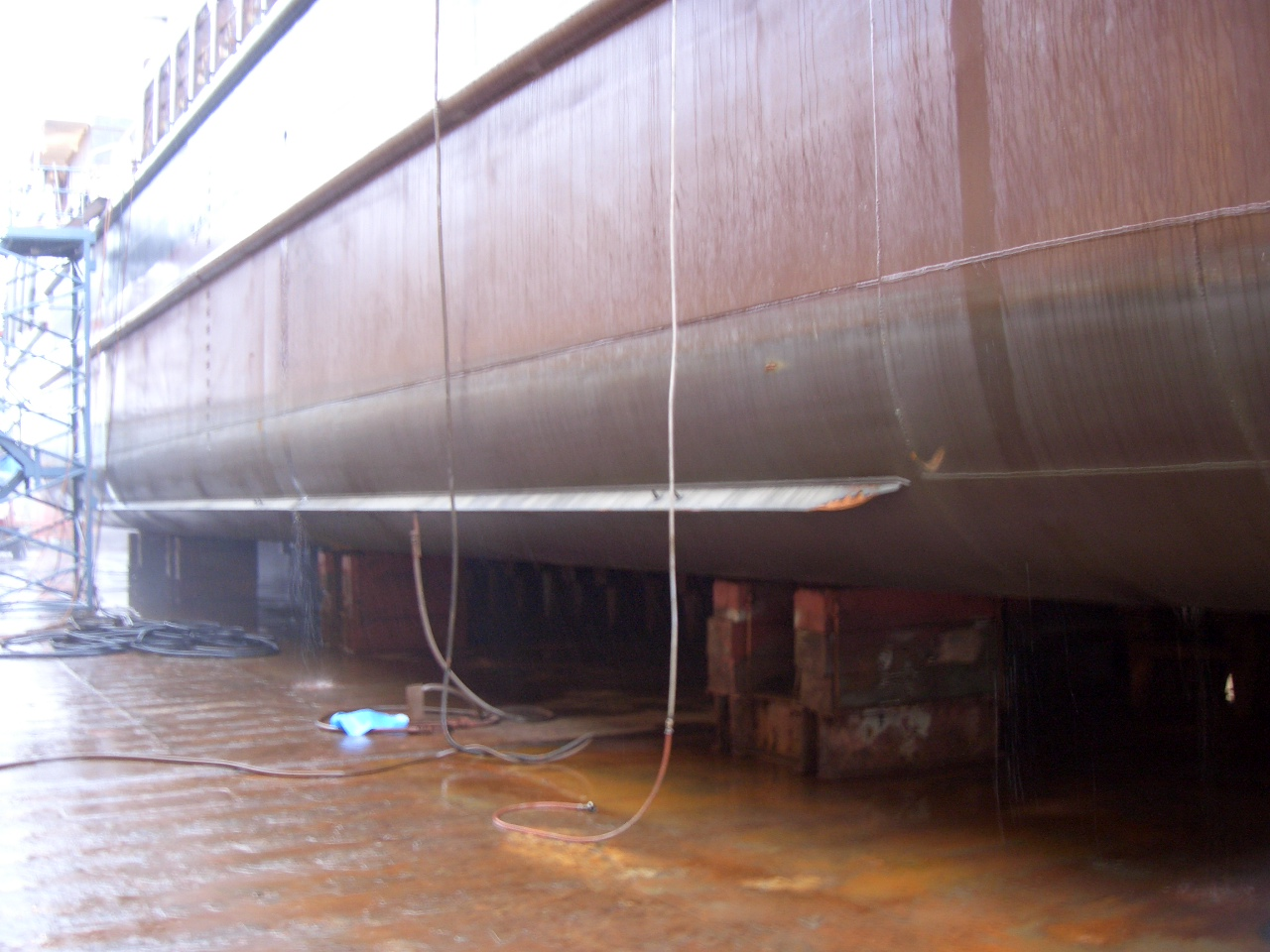
Quilla de mercante
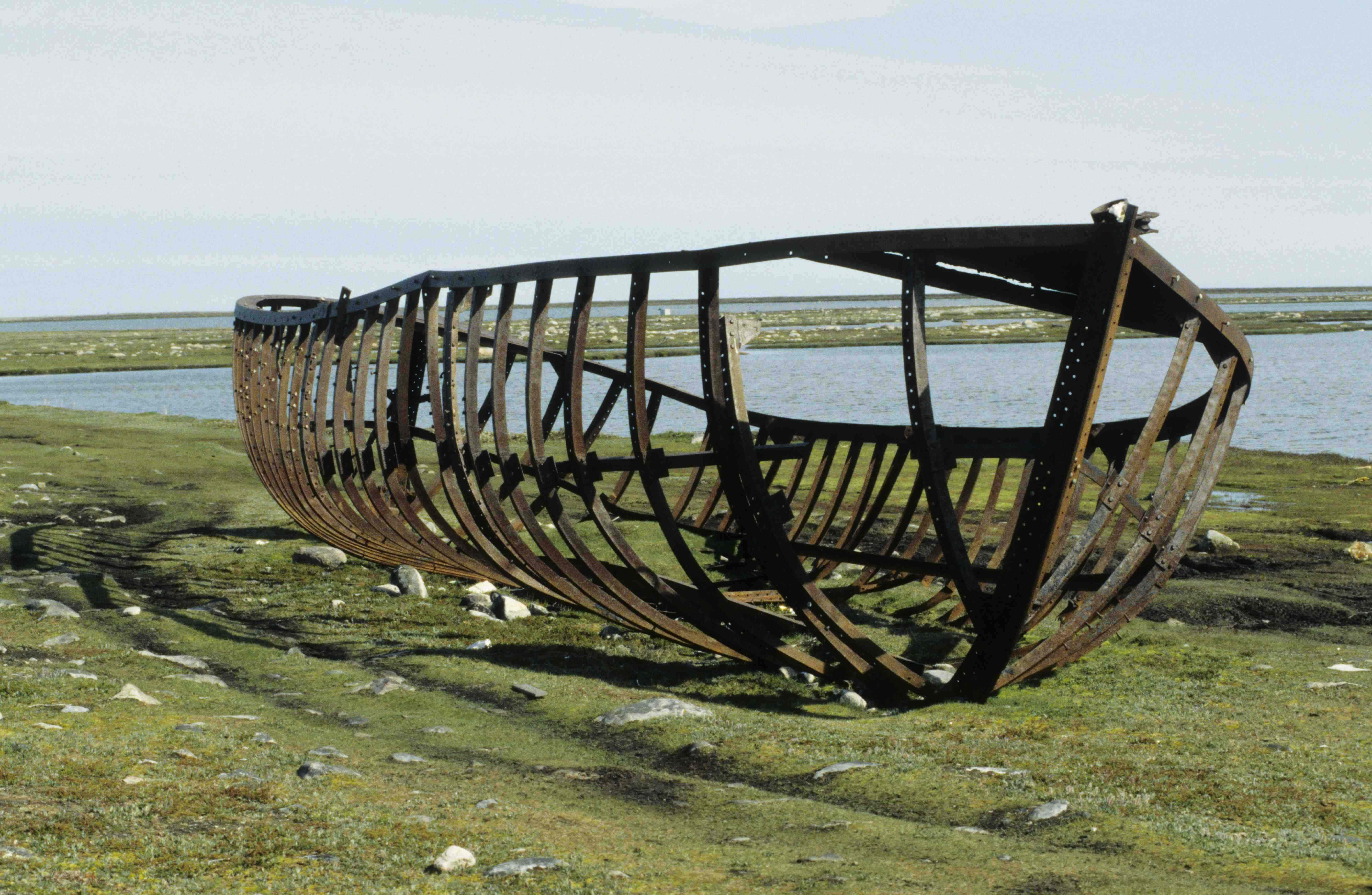
Estructura de hierro de un barco (sobre la quilla)